# Eriotheca globosa

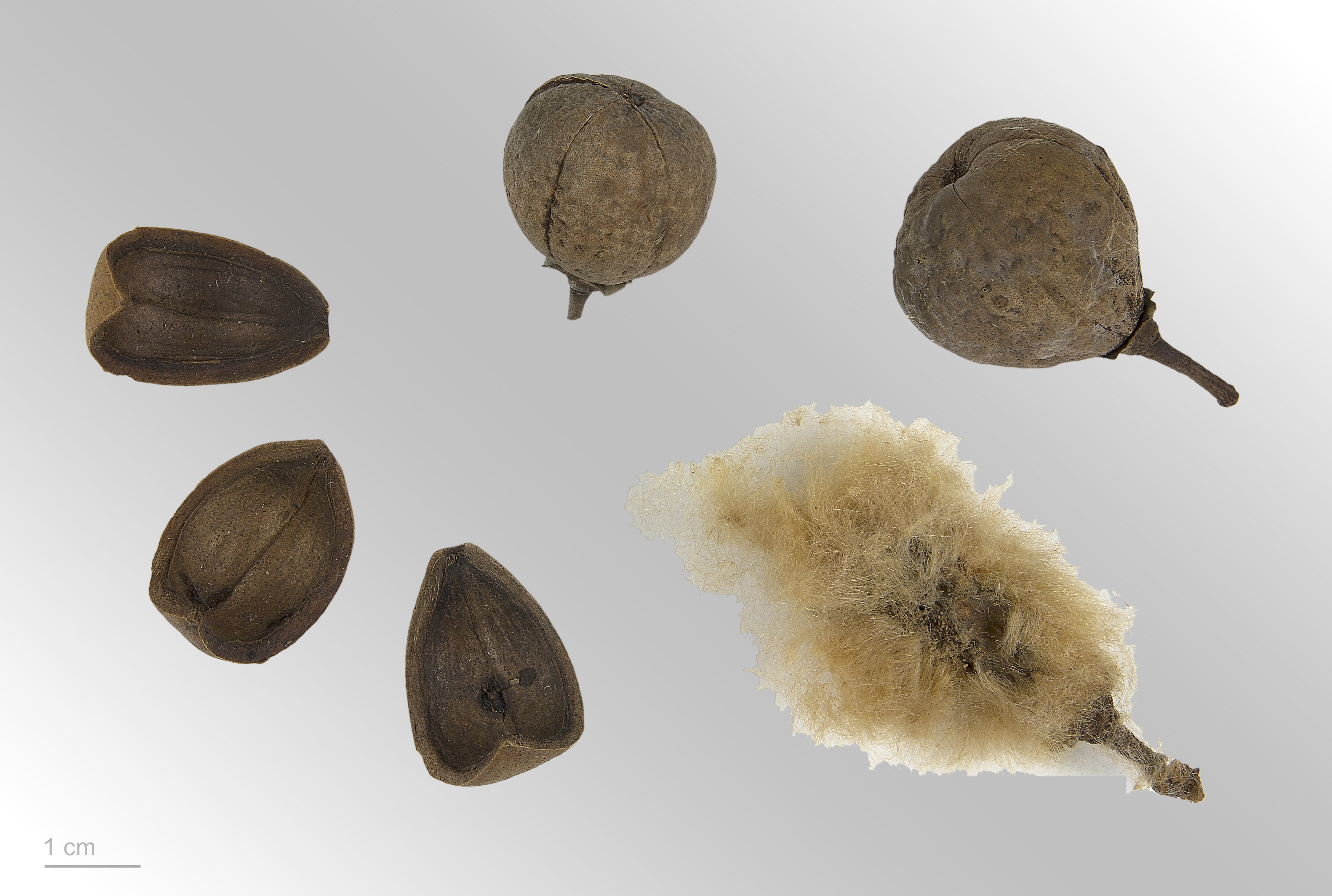
Eriotheca globosa - MHNT

Eriotheca globosa là một loài thực vật có hoa trong họ Cẩm quỳ. Loài này được (Aubl.) A.Robyns mô tả khoa học đầu tiên năm 1963.